# Utulei Youth Football Club
Maillots
Utulei Youth Football Club est un club samoan-américain de football basé à Utulei, sur l'île de Tutuila. Son palmarès compte cinq titres nationaux : deux titres de champion et trois coupes nationales.

## Histoire
Le club est fondé à Pago Pago en 1996. Il remporte son premier trophée, le championnat national, en 2014, année où il réalise même le doublé Coupe-championnat, avant de réaliser un nouveau doublé la saison suivante puis de gagner une troisième Coupe consécutive en 2016. 
Ces succès ont permis au club de participer à plusieurs reprises à la Ligue des champions de l'OFC, où les Samoa américaines peuvent engager un club lors du tour préliminaire. Lors de leurs débuts continentaux, durant l'édition 2016, Utulei Youth devient le premier club de Samoa américaines à gagner un match de Ligue des champions en s'imposant en poules sur le score de 3-2 face aux Tongiens de Veitongo FC. Malgré ce succès, ils ne sortent pas de la poule du tour préliminaire, comme l'année suivante, où ils perdent les trois rencontres qu'ils disputent.
Le club dispose également d'une section féminine qui a remporté le championnat national les mêmes saisons que la section masculine, en 2014 et 2015, mais lors de compétitions jouées à 7 ou à 9.

## Palmarès
- Championnat des Samoa américaines (2) :
  - Vainqueur en 2014 et 2015

- Coupe des Samoa américaines (3) :
  - Vainqueur en 2014, 2015 et 2016